# Stiten (Adelsgeschlecht)

Wappen derer von Stiten

Stiten, auch: Stieten, Styten oder Stitten ist der Name eines zum Mecklenburger Uradel zählenden Adelsgeschlechts, das 1380 nach Lübeck und sehr bald in das dortige Patriziat kam und aus der exklusiven Zirkelgesellschaft heraus über Generationen Ratsherren und Bürgermeister stellte.

## Geschichte
Das Geschlecht führt seinen Namen nach seinem einstigen Besitz, den Gütern Groß-Stieten und Klein-Stieten in Mecklenburg. Die von Stiten waren in Wismar und seit 1380 in Lübeck sesshaft, wo mehrere Familienmitglieder dem Rat angehörten. Nikolaus von Stiten, welcher 1428 in die 1379 gestiftete adelige Zirkelgesellschaft zu Lübeck  aufgenommen wurde, war später Bürgermeister zu Lübeck. Die Lübecker Linie erlosch 1692 mit dem Tod des Ratsherrn Hartwig von Stiten (* 1640).
Ein Zweig der Wismarer Linie kam nach Erfurt. Ein Vertreter dieses Erfurter Zweigs trat in königlich schwedische Dienste und stieg bis zum Kommandeur des Kürassierregiments des schwedischen Generalfeldmarschalls Johan Banér (* 1596; † 1641) auf. Derselbe veränderte seinen Namen zu Stietencron, gemäß der Endung vieler schwedischer Adelsnamen.
Hartwig von Stiten (* 1563) war zuletzt kurbrandenburgischer Geheimer Rat und besaß mehrere Güter im Herzogtum Jägerndorf, starb aber ohne Nachkommen im Dezember 1621 und wurde im Januar 1622 beigesetzt.
Johann Ernst Stieten, der als ein Nachfahre derer von Stiten angenommen wird, wurde von König Karl XII. von Schweden am 10. März 1709 mit dem Prädikat von Stietencron in den schwedischen Adelsstand erhoben. Er wurde 1712 königlich dänischer Forst- und Jägermeister in Delmenhorst und später kurhannoveranischer Drost zu Nienover.
Die Familie von Stietencron gehörte noch Mitte des 19. Jahrhunderts im Königreich Hannover zum ritterschaftlichen Adel der calenberg-göttingen-grubenhagen'schen Landschaft.

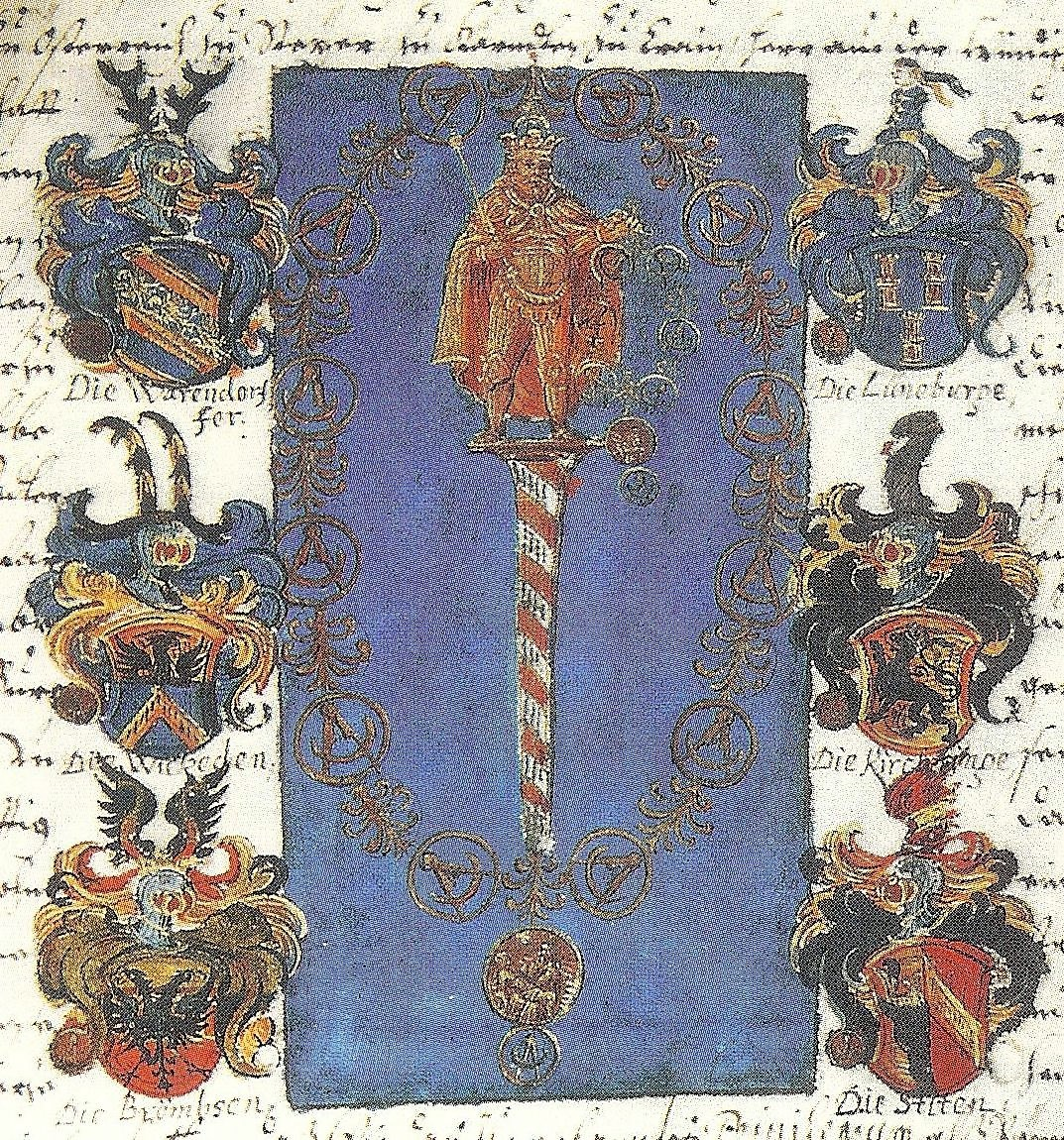
Wappen der Familie auf der kaiserlichen Adelsbestätigung 1641

## Wappen
Stammwappen: Der Schild gespalten von Gold und Rot, vorn am Spalt ein halber rot gekrönter schwarzer Büffelkopf mit rotem Nasenloch, vorwärts gekehrt, hinten ein goldener Schrägrechtsbalken. Auf dem Helm mit rot-goldenen Decken ein roter Flügel mit dem goldenen Schrägbalken.
Wappen derer von Stietencron 1709: In Blau ein silberner Pfahl, rechts beseitet von einem einwärts gekehrten, gesichteten goldenen Halbmond, links von drei sechsstrahligen goldenen Sternen untereinander; auf dem gekrönten Helm mit blau-silbernen Decken zwischen einem gold-silbern geteilten Flug drei blaue Fähnchen an goldenen Stangen, von denen das rechte nach rechts, die beiden anderen nach links wehen; das mittlere mit dem Mond, die äußeren mit je einem der Sterne belegt.

## Bedeutende Vertreter der Familie

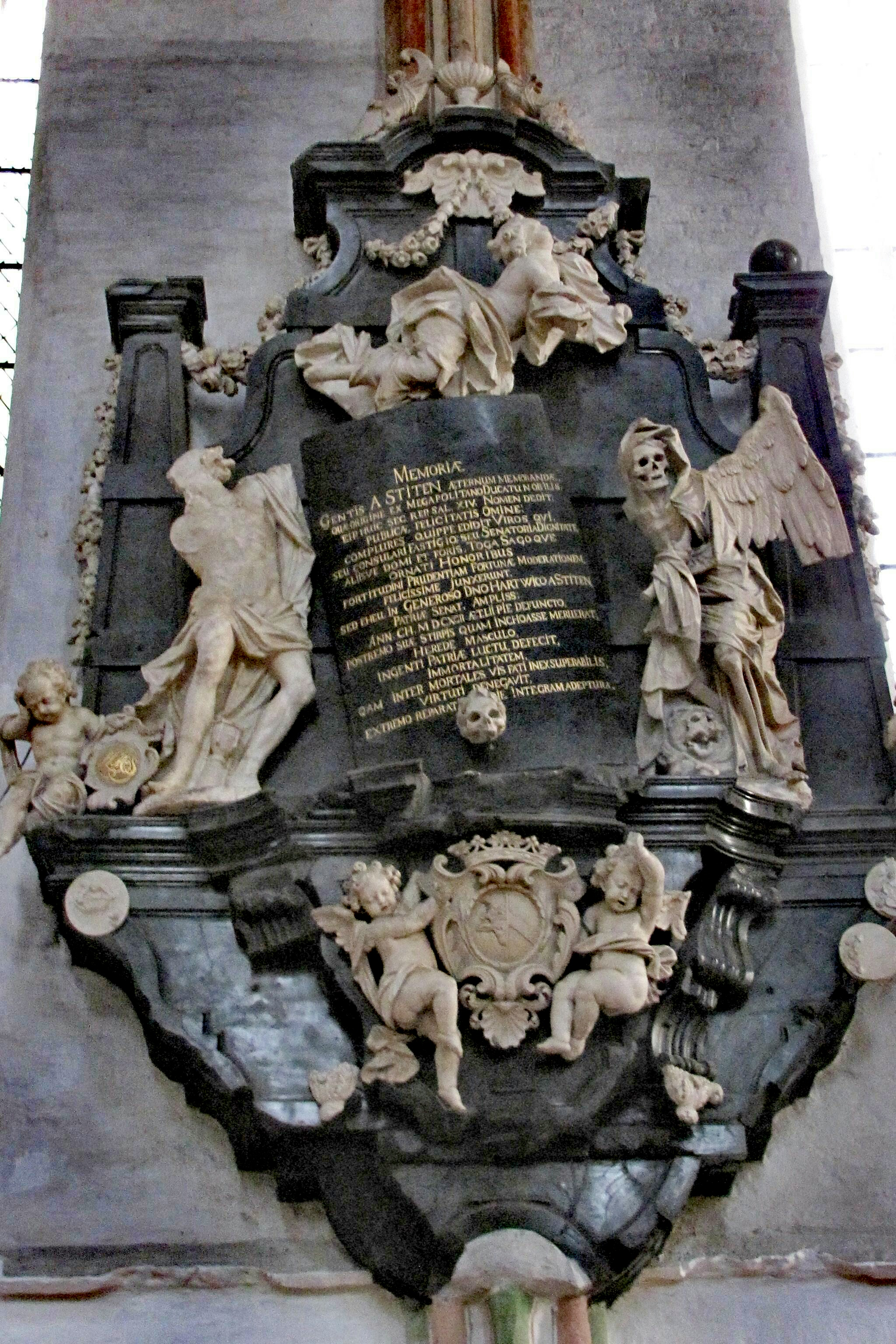
Epitaph der Familie von Thomas Quellinus in der Lübecker Marienkirche

- Nikolaus von Stiten († 1427), 1402–08 und 1416–27 Ratsherr in Lübeck
- Markquart von Stiten († 1451), Magister und Lübecker Domherr[5]
- Heinrich von Stiten († 1484), Amtmann in Bergedorf, Bürgermeister der Hansestadt Lübeck
- Hartwig von Stiten (Politiker, † 1511), Bürgermeister der Hansestadt Lübeck
- Anton von Stiten († 1564), Bürgermeister der Hansestadt Lübeck
- Heinrich von Stiten († 1588), Ratsherr in Lübeck
- Gottschalk von Stiten (1530–1588), Ratsherr in Lübeck
- Jürgen von Stiten († 1612), Ratsherr in Lübeck
- Hartwig von Stiten (1563–1621), Brandenburgischer Rat, Landeshauptmann des Herzogtums Jägerndorf
- Hartwig von Stiten (Politiker, † 1635), Ratsherr in Lübeck
- Jürgen von Stiten († 1672), Ratsherr in Lübeck
- Hartwig von Stiten (1640–1692), Ratsherr in Lübeck und der letzte seines Geschlechts.

### Weitere
siehe Liste der Mitglieder der Zirkelgesellschaft

## Besitzungen
- Groß- und Klein-Stieten in Mecklenburg (vor 1380)
- Hof in Arfrade (heute Ortsteil von Stockelsdorf)
- Kastorf (1464–1501)
- Krempelsdorf und Hansfelde
- Krummesse, Kronsforde und Niemark (vor 1564–1618)
- Schönböcken (1600 (Teile schon früher) – 1692)
- Trenthorst (16. Jahrhundert)

## Stiftungen
- Stitens Armenhaus in Stietens Gang in der Hartengrube 14 der Lübecker Altstadt.
- Kamin im Brautgemach des Ratskellers zu Lübeck (1575)